# Kaia Kanepi
Kaia Kanepi (Haapsalu, 10 juni 1985) is een professioneel tennisspeelster uit Estland. Kanepi begon met tennissen door haar ouders toen zij acht jaar oud was. Zij speelt rechtshandig en heeft een tweehandige backhand. Haar favoriete ondergrond is gravel en hardcourt.

## Loopbaan

### Enkelspel
Kanepi debuteerde in 1999 op het ITF-toernooi van haar woonplaats Tallinn (Estland) – zij bereikte meteen de finale. In 2000 veroverde Kanepi haar eerste titel, op datzelfde ITF-toernooi van Tallinn, door landgenote Margit Rüütel te verslaan. In totaal won zij acht ITF-titels, de laatste in 2010 in Saint-Gaudens (Frankrijk).
In 2001 kwalificeerde Kanepi zich voor het eerst voor een WTA-hoofdtoernooi, op het toernooi van Wenen. Zij stond in 2006 voor het eerst in een WTA-finale, op het toernooi van Hasselt – zij verloor van de Belgische Kim Clijsters. In 2010 veroverde Kanepi haar eerste WTA-titel, op het toernooi van Palermo, door de Italiaanse Flavia Pennetta te verslaan. Haar mooiste overwinning boekte zij in 2011 in Tokio, waar zij in de derde ronde de toenmalige nummer één van de wereld Caroline Wozniacki versloeg. In totaal won zij vier WTA-titels, de laatste in 2013 in Brussel.
Haar beste resultaat op de grandslamtoernooien is het bereiken van de kwartfinale, op ieder van de vier. Haar hoogste positie op de WTA-ranglijst is de vijftiende plaats, die zij bereikte in augustus 2012.

### Dubbelspel
Kanepi was in het dubbelspel minder actief dan in het enkelspel. Zij debuteerde in 1999 op het ITF-toernooi van haar woonplaats Tallinn (Estland) samen met landgenote Margit Rüütel. Zij stond in 2000 voor het eerst in een finale, op datzelfde ITF-toernooi van Tallinn, samen met de Duitse Scarlett Werner – zij verloren van het duo Agata Kurowska en Maria Wolfbrandt. In 2003 veroverde Kanepi haar eerste titel, op het ITF-toernooi van kanaaleiland Jersey, samen met de Zweedse Sofia Arvidsson, door Yvonne Meusburger en Hanna Nooni te verslaan. In totaal won zij twee ITF-titels, de laatste in 2007 in Biella (Italië).
In 2002 kwalificeerde Kanepi zich voor het eerst voor een WTA-hoofdtoernooi, op het toernooi van Helsinki, samen met de Finse Emma Laine. Zij stond in 2012 voor het eerst in een WTA-finale, op het toernooi van Kopenhagen, samen met de Zweedse Sofia Arvidsson – zij verloren van het Japanse koppel Kimiko Date-Krumm en Rika Fujiwara. Zij won geen WTA-titels.
Haar beste resultaat op de grandslamtoernooien is het bereiken van de derde ronde. Haar hoogste positie op de WTA-ranglijst is de 106e plaats, die zij bereikte in juni 2011.

### Tennis in teamverband
In de periode 2000–2015 maakte Kanepi deel uit van het Estische Fed Cup-team – zij behaalde daar een winst/verlies-balans van 41–15. In 2010 wonnen zij in de eerste ronde van Wereldgroep II van Argentinië; in de daarop volgende promotiewedstrijd verloren zij evenwel van de Belgische dames.

## Posities op deWTA-ranglijst
Positie per einde seizoen:
| jaar | rang enkelspel | rang dubbelspel |
| ---- | -------------- | --------------- |
| 2001 | 203            | –               |
| 2002 | 283            | 546             |
| 2003 | 167            | 363             |
| 2004 | 226            | –               |
| 2005 | 120            | 501             |
| 2006 | 64             | 890             |
| 2007 | 75             | 330             |
| 2008 | 27             | 244             |
| 2009 | 61             | 156             |
| 2010 | 22             | 285             |
| 2011 | 34             | 150             |
| 2012 | 19             | 119             |
| 2013 | 30             | –               |
| 2014 | 52             | 167             |
| 2015 | 126            | –               |
| 2016 | 302            | –               |
| 2017 | 107            | –               |
| 2018 | 58             | 324             |
| 2019 | 101            | –               |
| 2020 | 101            | –               |
| 2021 | 72             | 1384            |

## Palmares
| Legenda                | Legenda                  |
| ---------------------- | ------------------------ |
| Grandslamtoernooi      |                          |
| Olympische Spelen      |                          |
| Year-End Championships |                          |
| tot 2009               | 2009 – 2020 / vanaf 2021 |
| Tier I                 | Premier Mandatory        |
| Tier II                | Premier Five / WTA 1000  |
| Tier III               | Premier / WTA 500        |
| Tier IV & V            | International / WTA 250  |
|                        | Challenger / WTA 125     |

### Overwinningen op een regerend nummer 1
Kanepi heeft tot op heden tweemaal een partij tegen een op dat ogenblik heersend leider van de wereldranglijst gewonnen (peildatum 30 augustus 2018):
| nr. | datum      | toernooi  | ronde        | tegenstandster     | score         |         |
| --- | ---------- | --------- | ------------ | ------------------ | ------------- | ------- |
| 1.  | 2011-09-28 | WTA Tokio | derde ronde  | Caroline Wozniacki | 7-5, 1-6, 6-4 | details |
| 2.  | 2018-08-27 | US Open   | eerste ronde | Simona Halep       | 6-2, 6-4      | details |

### WTA-finaleplaatsen enkelspel
| nr.              | finale     | toernooi          | ondergrond    | tegenstandster       | score         |         |
| ---------------- | ---------- | ----------------- | ------------- | -------------------- | ------------- | ------- |
| gewonnen finales |            |                   |               |                      |               |         |
| 1.               | 2010-07-18 | WTA Palermo       | gravel        | Flavia Pennetta      | 6-4, 6-3      | details |
| 2.               | 2012-01-07 | WTA Brisbane      | hardcourt     | Daniela Hantuchová   | 6-2, 6-1      | details |
| 3.               | 2012-05-05 | WTA Estoril       | gravel        | Carla Suárez Navarro | 3-6, 7-6, 6-4 | details |
| 4.               | 2013-05-25 | WTA Brussel       | gravel        | Peng Shuai           | 6-2, 7-5      | details |
| verloren finales |            |                   |               |                      |               |         |
| 1.               | 2006-11-05 | WTA Hasselt       | gravel        | Kim Clijsters        | 3-6, 6-3, 4-6 | details |
| 2.               | 2008-10-05 | WTA Japan (Tokio) | hardcourt     | Caroline Wozniacki   | 2-6, 6-3, 1-6 | details |
| 3.               | 2011-10-23 | WTA Moskou        | hardcourt (i) | Dominika Cibulková   | 6-3, 6-7, 5-7 | details |
| 4.               | 2012-09-23 | WTA Seoel         | hardcourt     | Caroline Wozniacki   | 1-6, 0-6      | details |
| 5.               | 2021-02-07 | WTA Melbourne     | hardcourt     | Elise Mertens        | 4-6, 1-6      | details |
| 6.               | 2022-08-07 | WTA Washington    | hardcourt     | Ljoedmila Samsonova  | 6-4, 3-6, 3-6 | details |

### WTA-finaleplaatsen vrouwendubbelspel
| nr.              | finale     | toernooi       | ondergrond | partner         | tegenstandsters                 | score            |         |
| ---------------- | ---------- | -------------- | ---------- | --------------- | ------------------------------- | ---------------- | ------- |
| gewonnen finales |            |                |            |                 |                                 |                  |         |
| geen             |            |                |            |                 |                                 |                  |         |
| verloren finales |            |                |            |                 |                                 |                  |         |
| 1.               | 2012-04-15 | WTA Kopenhagen | hardcourt  | Sofia Arvidsson | Kimiko Date-Krumm Rika Fujiwara | 2-6, 6-4, [5-10] | details |

### Gewonnen ITF-toernooien enkelspel
| nr. | finale     | toernooi                   | dotatie  | ondergrond    | tegenstandster in finale    | score               |
| --- | ---------- | -------------------------- | -------- | ------------- | --------------------------- | ------------------- |
| 01. | 2000-06-25 | Tallinn                    | $10.000  | gravel        | Margit Rüütel               | 6-1, 6-2            |
| 02. | 2001-06-17 | Tallinn                    | $10.000  | gravel        | Ľubomíra Kurhajcová         | 7-6, 6-3            |
| 03. | 2003-06-08 | Galatina                   | $25.000  | gravel        | María José Martínez Sánchez | 6-3, 6-3            |
| 04. | 2003-09-14 | Turijn                     | $25.000  | gravel        | Mervana Jugić-Salkić        | 6-3, 6-3            |
| 05. | 2004-02-15 | Sunderland                 | $25.000  | hardcourt (i) | Anna Tsjakvetadze           | 7-6, 6-0            |
| 06. | 2005-07-03 | Fano                       | $75.000  | gravel        | Melinda Czink               | 3-6, 6-1, 7-5       |
| 07. | 2010-05-02 | Cagnes-sur-Mer             | $100.000 | gravel        | Maša Zec Peškirič           | 6-3, 6-2            |
| 08. | 2010-05-16 | Saint-Gaudens              | $50.000  | gravel        | Zhang Shuai                 | 6-2, 7-5            |
| 09. | 2014-07-07 | Biarritz                   | $100.000 | gravel        | Teliana Pereira             | 6-2, 6-4            |
| 10. | 2015-12-19 | Bangkok                    | $25.000  | hardcourt     | Patty Schnyder              | 6-3, 6-3            |
| 11. | 2017-06-10 | Essen                      | $25.000  | gravel        | Patty Schnyder              | 6-3, 6-7, 2-0, opg. |
| 12. | 2017-07-29 | Pärnu                      | $15.000  | gravel        | Polina Golubovskaya         | 6-1, 6-0            |
| 13. | 2017-11-05 | Nantes                     | $25.000  | hardcourt (i) | Richèl Hogenkamp            | 6-3, 6-4            |
| 14. | 2018-06-10 | Brescia                    | $60.000  | gravel        | Martina Trevisan            | 6-4, 6-3            |
| 15. | 2019-12-01 | Milovice                   | $15.000  | hardcourt (i) | Anastasia Kulikova          | 6-4, 6-3            |
| 16. | 2020-10-18 | Cherbourg-en-Cotentin      | $25.000  | hardcourt (i) | Harriet Dart                | 6-4, 6-4            |
| 17. | 2020-11-01 | Istanboel                  | $25.000  | hardcourt (i) | Vera Zvonarjova             | 6-3, 6-3            |
| 18. | 2020-11-22 | Las Palmas de Gran Canaria | $25.000  | gravel        | Mayar Sherif                | 6-3, 6-2            |
| 19. | 2021-08-08 | Pärnu                      | $25.000  | gravel        | Anna Sisková                | 7-5, 6-4            |
| 20. | 2021-09-26 | Fort Worth                 | $25.000  | hardcourt     | Kayla Day                   | 6-2, 6-1            |

### Gewonnen ITF-toernooien dubbelspel
| nr. | finale     | toernooi | dotatie  | ondergrond    | partner         | tegenstandsters in finale            | score    |
| --- | ---------- | -------- | -------- | ------------- | --------------- | ------------------------------------ | -------- |
| 1.  | 2003-10-12 | Jersey   | $25.000  | hardcourt (i) | Sofia Arvidsson | Yvonne Meusburger Hanna Nooni        | 6-3, 7-5 |
| 2.  | 2007-07-15 | Biella   | $100.000 | gravel        | Maret Ani       | Mervana Jugić-Salkić Renata Voráčová | 6-4, 6-1 |

## Resultaten grandslamtoernooien
| Legenda | Legenda                          |
| ------- | -------------------------------- |
| g.t.    | geen toernooi gehouden           |
| l.c.    | lagere categorie                 |
| –       | niet deelgenomen                 |
| G       | uitgeschakeld in de groepsfase   |
| 1R      | uitgeschakeld in de eerste ronde |
| 2R      | uitgeschakeld in de tweede ronde |
| 3R      | uitgeschakeld in de derde ronde  |
| 4R      | uitgeschakeld in de vierde ronde |
| KF      | uitgeschakeld in de kwartfinale  |
| HF      | uitgeschakeld in de halve finale |
| F       | de finale verloren               |
| W       | het toernooi gewonnen            |
| w-v     | winst/verlies-balans             |

### Enkelspel
| toernooi        | 2006 | 2007 | 2008 | 2009 | 2010 | 2011 | 2012 | 2013 | 2014 | 2015 |    | 2017 | 2018 | 2019 | 2020 | 2021 | 2022 |
| --------------- | ---- | ---- | ---- | ---- | ---- | ---- | ---- | ---- | ---- | ---- | -- | ---- | ---- | ---- | ---- | ---- | ---- |
| Australian Open | –    | 2R   | 1R   | 3R   | 2R   | 2R   | 2R   | –    | 1R   | 1R   | –  | 3R   | 1R   | 1R   | 3R   | KF   |      |
| Roland Garros   | 2R   | 1R   | KF   | 1R   | 2R   | 3R   | KF   | 2R   | 1R   | 1R   | –  | 1R   | 4R   | 2R   | 1R   | 3R   |      |
| Wimbledon       | 1R   | 2R   | 1R   | 1R   | KF   | 1R   | –    | KF   | 2R   | 1R   | –  | 1R   | 2R   | g.t. | 1R   | 1R   |      |
| US Open         | 3R   | 1R   | 2R   | 1R   | KF   | 2R   | –    | 3R   | 4R   | 2R   | KF | 4R   | 2R   | 2R   | 2R   |      |      |

### Vrouwendubbelspel
| Australian Open | –  | 1R | –  | 1R | 1R | 2R | 2R | –  | 2R | –  | –  | –  |
| Roland Garros   | 1R | 1R | 1R | 2R | –  | 2R | 3R | –  | 3R | –  | –  | –  |
| Wimbledon       | 1R | 1R | 3R | 3R | 2R | –  | –  | –  | 1R | 2R | 1R | 1R |
| US Open         | 1R | 1R | 1R | 1R | 1R | –  | –  | 1R | –  | 1R | –  |    |

### Gemengd dubbelspel
| toernooi        | 2008 | 2009 | 2010 | 2011 |
| --------------- | ---- | ---- | ---- | ---- |
| Australian Open | –    | –    | –    | –    |
| Roland Garros   | –    | –    | –    | 1R   |
| Wimbledon       | 2R   | –    | –    | –    |
| US Open         | –    | 1R   | 2R   | –    |